# Наманганська область
Наманганська область (узб. Namangan viloyati) — адміністративна одиниця Республіки Узбекистан. На заході область межує з Ташкентською областю (сполучена перевалом Камчик), на південному-заході з Согдійською областю Республіки Таджикистан, на сході з Андижанською, на півдні з Ферганською областями Узбекистану, а на півночі з Алабукинським районом Джалал-Абадської області Республіки Киргизстан.
Обласний центр — місто Наманган, розташований за 305 км від Ташкента.

## Загальні відомості
Наманганська область розташована в північно-східній частині Ферганської долини, на правому березі річки Сирдар'я. Площа території області — 7,9 тис. км².
Клімат континентальний, з сухим літом, і м'якою вологою зимою.
Населення області 2103 млн осіб, причому сільське населення становить понад 62 %. Великі міста — Наманган, Пап.
В області розташовано 27 історичних об'єктів і святих місць. У їх числі медресе Мулла киргиз (збудовано в 1910 році), мечеті Ота Валіхон туру і Шейх Ісхок Ешон, комплекс хазрат Мавлоно Лутфуллох Чустій, мавзолей Мулла Бозор Охунд, святі місця Баліклик Мозор, Булокді Мозор і Бібі Вона. Чимало об'єктів охороняються державою.

## Влада
Хокім області — Юсупов Баходір Турсунович (з 2009 року).

## Адміністративний поділ

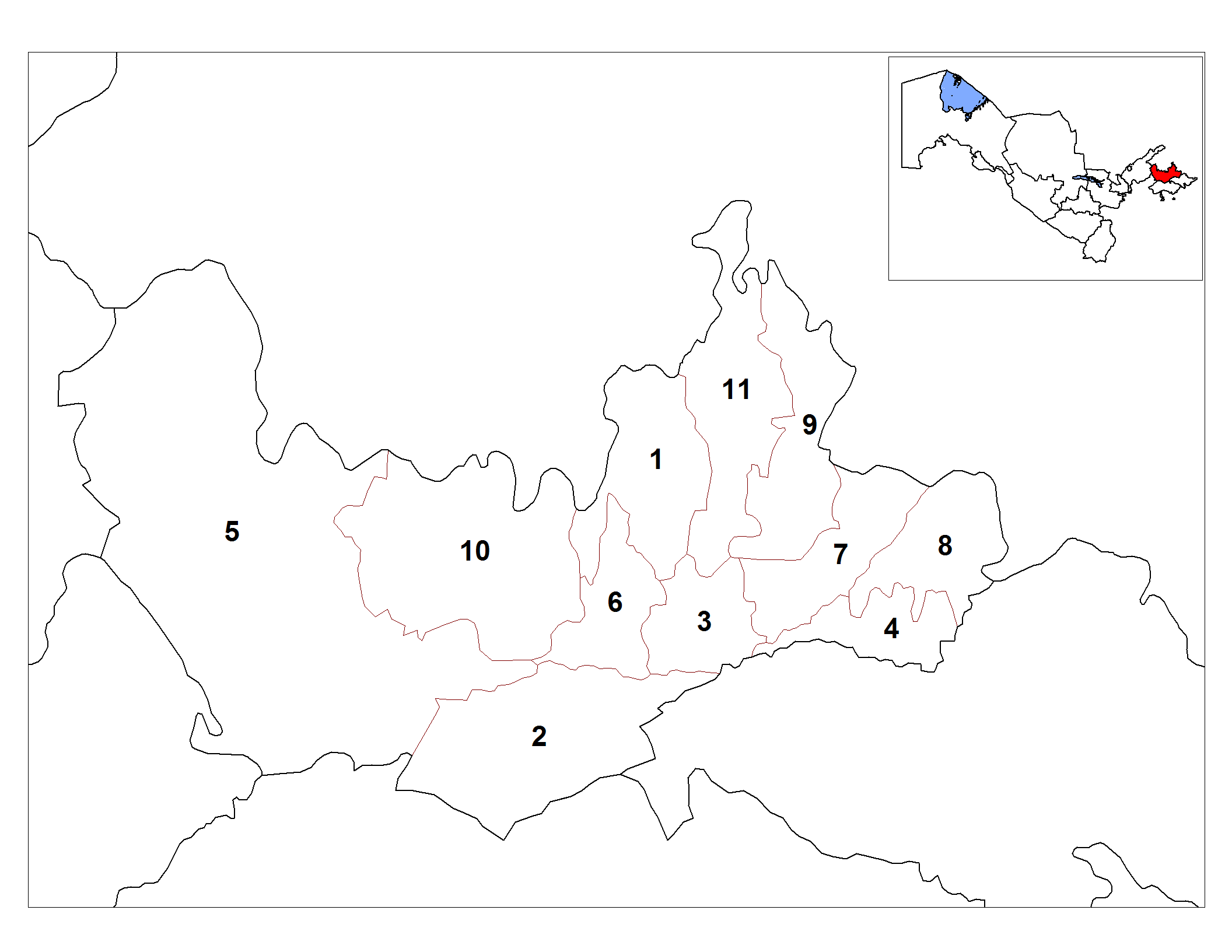
Райони Наманганської області

Станом на 1 січня 2011 року область поділена на 11 районів і одне місто обласного підпорядкування:
| № на карті | Район           | Центр                    |
| ---------- | --------------- | ------------------------ |
| 1          | Касансайський   | місто Касансай           |
| 2          | Мінґбулацький   | міське селище Джумашуй   |
| 3          | Наманганський   | міське селище Ташбулак   |
| 4          | Наринський      | місто Хаккулабад         |
| 5          | Папський        | місто Пап                |
| 6          | Туракурганський | місто Туракурган         |
| 7          | Уйчинський      | міське селище Уйчі       |
| 8          | Учкурганський   | місто Учкурган           |
| 9          | Чартацький      | місто Чартак             |
| 10         | Чустський       | місто Чуст               |
| 11         | Янгікурганський | міське селище Янгікурган |

Місто обласного підпорядкування: Наманган
На території Папської району знаходиться анклав Таджикистану — Сарвак.

## Історія
Наманганська область була утворена 6 березня 1941 а, у складі Узбецької РСР. 25 січня 1960 область була скасована, відновлена 18 грудня 1967. У 1948-50 роках 1-м секретарем Наманганського обласного комітету КП Узбецької РСР був М. А. Мухітдін. Довгі роки, Папським районним агропромисловим комплексом керував Ахмаджан Адилов. У роки перебудови Адилов був заарештований і провів багато років у в'язниці за звинуваченням в розкраданнях і корупції.

## Економіка
В області розвинене шовкове виробництво, виготовлення взуття, обробка бавовни і текстильне виробництво. Є автомобільний ремонтний цех, хімічні заводи та електромеханічні підприємства, фабрика з виробництва сухофруктів у місті Туракурган. Головна сільськогосподарська продукція області — вино, бавовна, фрукти та сировина для шовкового виробництва.
Народні промисли: фабрика в місті Чуст, виготовляються узбецькі національні ножі.

## Транспорт
- Протяжність залізниць на території області — близько 140 км.
- Протяжність автомобільних доріг 11,8 тис. км (в тому числі з асфальтобетонним покриттям близько 4 тис. км, рух у бік Ташкента здійснюється через Камчицький перевал).

## Охорона здоров'я
В області є грязьовий терапевтичний курорт, розташований в районі Чаткалу.

## Керівництво Наманганської області

### Голови облвиконкому
1. Саттаров Закірджан (1941 — 194.7)
2. Хайдаров Валі (194.9 — 195.2)
3. Таїров Абдулхай (195.4 — квітень 1955)
4. Джураєв Хамід (1955 — 1956)
5. Мурадов Нуритдін Мурадович (1957 — січень 1960)
6. Холханов Хашим (1968 — 1972)
7. Усманходжаєв Інамжон Бузрукович (1972 — 1974)
8. Абдураззаков Убайдулла Аббасович (1974 — 1978)
9. Абідшаєв Мадамінджан (1978 — 1984)
10. Хакімов Ботіралі Журабайович (1984 — 1990)

### Голови обласної ради народних депутатів
1. Алламурадов Бурі Алламурадович (березень 1990 — 1990)

### 1-і секретарі обкому КП Узбекистану
1. Мукумбаєв Карім Карімович (1941 — 1945)
2. Камбаров Турсун (1945 — жовтень 1946)
3. Алімов Аріф (жовтень 1946 — листопад 1948)
4. Мухітдінов Нуритдін Акрамович (листопад 1948 — 1950)
5. Джураєв Хасан (1950 — 1954)
6. Нурутдінов Сіродж (лютий 1954 — квітень 1955)
7. Таїров Абдулхай (квітень 1955 — січень 1960)
8. Ходжаєв Асаділла Ашрапович (грудень 1967 — 17 лютого 1973)
9. Ібрагімов Мірзаолім Ібрагімович (17 лютого 1973 — 10 січня 1976)
10. Камалов Махкам Камалович (10 січня 1976 — 1984)
11. Раджабов Назір Раджабович (1984 — 5 жовтня 1987)
12. Алламурадов Бурі Алламурадович (5 жовтня 1987 — 7 серпня 1990)
13. Хакімов Ботіралі Журабайович (7 серпня 1990 — 14 вересня 1991)

### Хокіми (губернатори)
1. Рапігалієв Бургуталі Рапігалійович (28 січня 1992 — 6 листопада 1996)
2. Джаббаров Тулкін Отахонович (6 листопада 1996 — 17 вересня 2004)
3. Нажміддінов Ікромхон Хошимхонович (17 вересня 2004 — 2009)
4. Юсупов Баходір Турсунович (2009 — 26 листопада 2015)
5. Бозаров Хайрулло Хайїтбайович (26 листопада 2015 — 25 вересня 2020)
6. Абдуразаков Шавкатжон Шокірджанович (з 25 вересня 2020 — )

## Відомі люди
- Ішантураєва, Сара Абдурахмановна (1911–1998) — актриса театру, народна артистка СРСР (1951)